# Marc de Maar
Marc de Maar (* 15. Februar 1984 in Assen) ist ein ehemaliger niederländischer Straßenradsportler.

## Karriere
2001 gewann er die Juniorenaustragung von Classique des Alpes und 2003 wurde er Dritter beim Etappenrennen Triptyque ardennais. 2004 gewann Marc de Maar die U23-Austragung des deutschen Klassikers Rund um den Henninger-Turm, Hasselt-Spa-Hasselt und erreichte den dritten Platz bei der Thüringen-Rundfahrt sowie Platz 8 beim Rennen der U23 bei den Straßenradsport-Weltmeisterschaften in Verona. 2005 gewann er zwei Etappen bei der Olympia’s Tour, die Tour du Loir-et-Cher und die Triptyque des Monts et Châteaux. Zwischen 2006 und 2009 konnte de Maar keine nennenswerte Platzierungen vorweisen. 2010 startete de Maar für die Niederländischen Antillen und wurde zweifacher nationaler Meister, im Einzelzeitfahren und im Straßenrennen weiterhin gewann er eine Etappe und belegte Platz 3 in der Gesamtwertung der Tour de Beauce. Nach der Auflösung des Antillenstaates fuhr er bis 2013 unter der Flagge von Curaçao. 2011 wurde er zweifacher Meister, Straßenrennen und Einzelzeitfahren, und errang darüber hinaus die Goldmedaille im Straßenrennen bei den Panamerikanischen Spielen in Guadalajara, Mexiko. 2012 wiederholte er das Double bei Nationalen Meisterschaften und gewann eine Etappe bei der Tour of Britain. Ab 2013 fuhr er unter amerikanischer Flagge, da der Radsportverband Curacao nicht mehr von der UCI anerkannt wurde. 2013 gewann er eine Etappe bei der Tour de  Beauce und belegte Platz 12 bei der Kalifornien-Rundfahrt und Platz 15 bei der Presidential Cycling Tour of Turkey. 2014 gewann er eine Etappe der Tour of Norway und belegte in deren Gesamtwertung Rang zwei sowie Platz 7 bei der Tour de San Luis und der Tour des Fjords. 2015 wurde er Zweiter der Luxemburg-Rundfahrt und belegte Platz 5 bei der Trofeo de Tramuntana. 2016 konnte er keine nennenswerte Platzierungen erwirken. 2017 schloss sich Marc de Maar dem chinesischen Radteam Hengxiang Cycling Team an, um sich 2017 hauptsächlich auf das Mountainbikefahren konzentrieren zu können. Und 2017 konnte er mit Platz 5 bei der Tour of China I, Platz 6 bei der Tour of Hainan und Platz 12 bei der Tour of China II gute Ergebnisse erzielen. 2018 gewann er die Tour de Kumano. Am Ende der Saison 2018 beendete er seine Profikarriere.

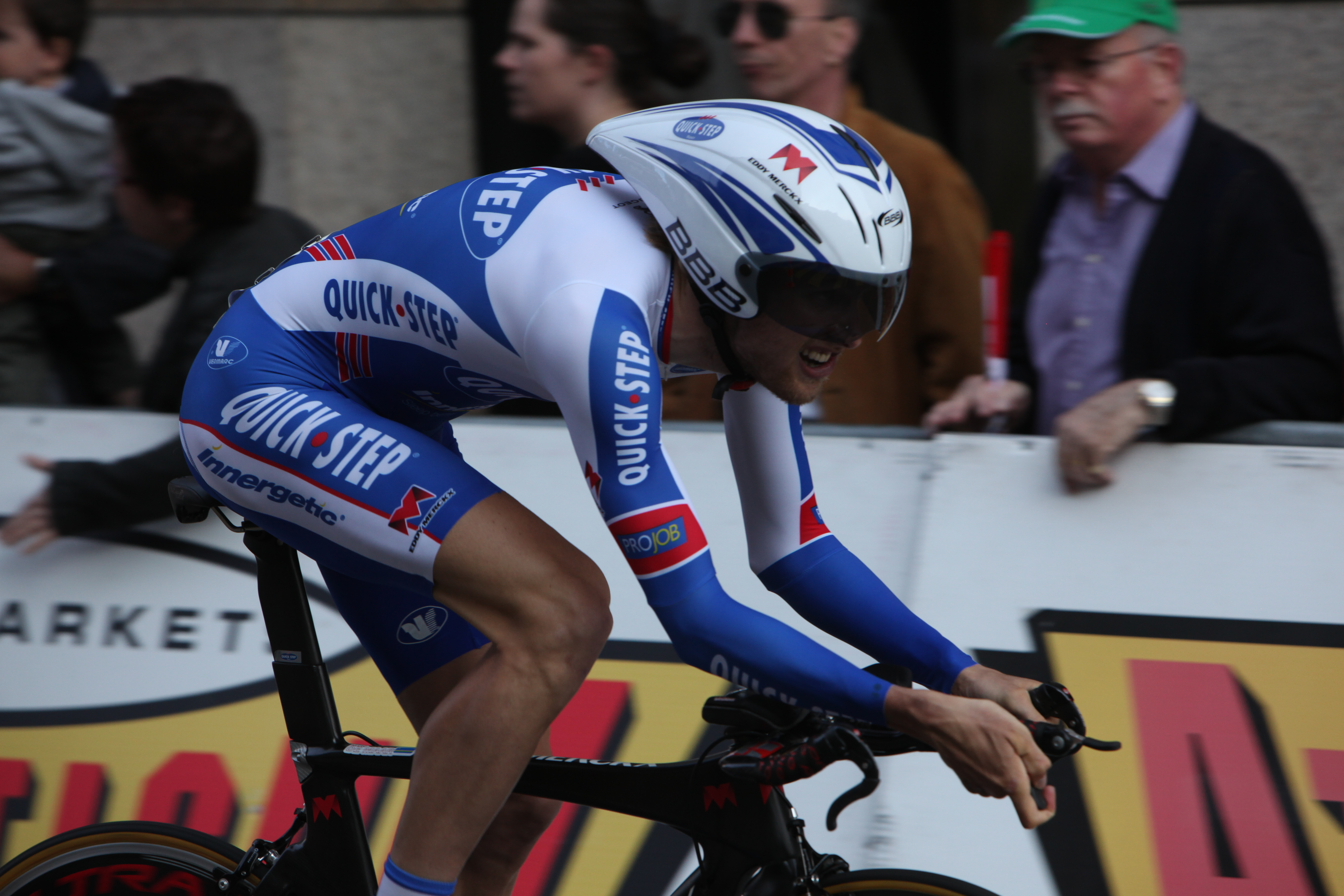
Marc de Maar bei der Tour de Romandie 2011

## Erfolge
2004
- Rund um den Henninger-Turm (U23)
- Hasselt-Spa-Hasselt

2005
- zwei Etappen Olympia’s Tour
- Gesamtwertung und eine Etappe Tour du Loir-et-Cher
- Triptyque des Monts et Châteaux

2010
- zwei Etappen Tour de Beauce
- Nationaler Meister Niederländische Antillen – Einzelzeitfahren
- Nationaler Meister Niederländische Antillen – Straßenrennen

2011
- Nationaler Meister Curaçao – Einzelzeitfahren[6]
- Nationaler Meister Curaçao – Straßenrennen[6]
- Panamerikaspiele – Straßenrennen

2012
- Nationaler Meister Curaçao – Einzelzeitfahren
- Nationaler Meister Curaçao – Straßenrennen
- eine Etappe Tour of Britain

2013
- eine Etappe Tour de Beauce

2014
- eine Etappe Tour of Norway

2018
- Gesamtwertung, Punktewertung und Bergwertung Tour de Kumano

## Grand-Tour-Platzierungen
| Grand Tour            | 2006 | 2007 | 2008 | 2009 | 2010 | 2011 | 2012 | 2013 | 2014 |
| --------------------- | ---- | ---- | ---- | ---- | ---- | ---- | ---- | ---- | ---- |
| Giro d’ItaliaGiro     | 125  | −    | −    | −    | −    | −    | −    | −    | −    |
| Tour de FranceTour    | −    | −    | −    | −    | −    | −    | −    | −    | −    |
| Vuelta a EspañaVuelta | −    | 109  | 56   | −    | −    | 82   | −    | −    | −    |